# تیکای
تیکای (انگلیسی: Teekay) شرکت ترابری دریایی کانادایی است، که در سال ۱۹۷۳ تأسیس شد.